# 普蘭特 (喬治亞州)
普蘭特（英語：Planter）是位於美國喬治亞州麥迪遜縣的一個非建制地區。該地的面積和人口皆未知。

## 地理
普蘭特的座標為34°07′10″N 83°20′26″W / 34.11944°N 83.34056°W，而該地的平均海拔高度為269米（即883英尺）。